# 소이면
소이면(蘇伊面)은 대한민국 충청북도 음성군의 면이다. 동쪽과 남쪽은 괴산군 불정면·소수면, 북쪽은 충주시 주덕읍, 서쪽은 음성읍과 경계이고, 문등리는 음성군의 가장 동쪽인 마을이다.

## 연혁
- 본래 충주군 사이포면 또는 사이면이라 명명
- 1914년, 충주군 소이면과 군내면(현 음성읍)석인리 일부와 불정면 문등면 일부를 병합, 소파면의 소자와 사이포면의 이자를 따서 음성군 소이면으로 편입
- 1973년, 괴산군 불정면 문등리를 편입, 9개리가 됨

## 행정 구역
- 갑산리(甲山里, 1~2리)
- 금고리(金古里, 1~2리)
- 대장리(大長里, 1~2리): 행정복지센터 소재지
- 문등리(文等里, 1~2리)
- 봉전리(鳳田里, 1~2리)
- 비산리(碑山里, 1~4리)
- 중동리(中洞里, 1~4리)
- 충도리(忠道里, 1~4리)
- 후미리(厚美里, 1~4리)

## 주요기관
교육기관
- 초등학교
  - 소이초등학교
  - 대장초등학교

의료기관
- 음성군보건소 소이보건지소
  - 충도보건진료소

문화유적
- 미타사 마애여래입상